# Masacrul de la Remetea (1944)
Masacrul de la Remetea a reprezentat un eveniment petrecut la data 23 septembrie 1944 în satul Remetea din comuna cu același nume din zona Bihor a Ardealului de Nord. În cursul acestuia, un total de 43 de civili de etnie maghiară au căzut victime atât trupelor Armatei Române și altor etnici români din satele apropiate, cât și trupelor Armatei Roșii. Printre victime s-au numărat de la copii de 12-14 ani până la bătrâni de peste 60 de ani.